# Svensk mesterskab i ishockey 1950
Det svenske mesterskab i ishockey 1950 var det 27. svenske mesterskab i ishockey for mandlige klubhold. Mesterskabet havde deltagelse af 33 klubber og blev afviklet som en cupturnering i perioden 15. januar - 26. februar 1950.
Mesterskabet blev vundet af Djurgårdens IF, som blev svenske mestre for anden gang men for første gang siden 1926. I finalen vandt Djurgårdens IF med 7-2 over Mora IK under overværelse af 4.516 tilskuere på Östermalms idrottsplats i Stockholm. Djurgårdens IF bragte sig foran med 3-0 i første periode og øgede føringen til 6-1 efter anden periode. Tredje periode endte 1-1. Gösta Johansson scorede tre finalemål for Djurgårdens IF, hvis øvrige fire mål blev lavet af Bengt Larsson, Hans Stelius, Lennart Nierenburg og Stig Andersson. Erik Granath og Åke Larsson scorede for Mora IK.
Djurgårdens IF var i SM-finalen for femte gang i alt men for første gang siden 1927. Til gengæld var det Mora IK's første og hidtil eneste optræden i en SM-slutkamp.

## Resultater

### Kvalifikationsrunde
| 15. januar | Ljusne AIK - F 15 Söderhamn   | 4–3  |
| 15. januar | Åkers IF - Liljanshofs IF     | 3–2  |
| 18. januar | Piteå IF - Wifsta/Östrands IF | 5–3  |
| 21. januar | BK Forward - Surahammars IF   | 3–2  |
| 21. januar | IFK Bofors - IK Sturehov      | 9–4  |
| 27. januar | Tranås AIF - IFK Norrköping   | 3–5  |
| 30. januar | IFK Nyland - Leksands IF      | 5–3  |
| 30. januar | Södertälje IF - Tranebergs IF | 6–4  |
| 1. februar | Hagalunds IS - Karlbergs BK   | 7–3  |
| 1. februar | Sundbybergs IK - Årsta SK     | 5–4  |
| 1. februar | Mora IK - Ljusne AIK          | 12–3 |

### Første runde
| 4. februar  | Åkers IF - Södertälje IF          | 6–3 |
| 7. februar  | IFK Bofors - IFK Nyland           | 4–0 |
| 10. februar | Mora IK - Piteå IF                | 7–5 |
| 12. februar | IFK Norrköping - BK Forward       | 5–2 |
| 14. februar | Hagalunds IS - Sundbybergs IK     | 2–3 |
| 14. februar | IFK Norrköping - Atlas Diesels IF | 3–2 |

### Ottendedelsfinaler
| Dato        | Kamp                                  | Res. | Perioder      | Tilsk.  | Spillested             |
| ----------- | ------------------------------------- | ---- | ------------- | ------- | ---------------------- |
| 5. februar  | Forshaga IF - Åkers IF                | 8–1  |               |         |                        |
| 12. februar | IFK Bofors - Djurgårdens IF           | 1–11 |               |         |                        |
| 13. februar | Hammarby IF - IK Huge                 | 3–1  | 0-0, 1-0, 2-1 | 150-300 | Hammarby IP, Stockholm |
| 14. februar | Södertälje SK - Västerås SK           | w.o. |               |         |                        |
| 14. februar | IK Göta - Nacka SK                    | 2–1  |               |         |                        |
| 14. februar | Gävle Godtemplare IK - Mora IK        | 4–5  |               |         |                        |
| 16. februar | AIK - IFK Norrköping                  | w.o. |               |         |                        |
| 16. februar | UoIF Matteuspojkarna - Sundbybergs IK | 4–3  |               |         |                        |

### Kvartfinaler
| Dato        | Kamp                           | Res. | Perioder      | Forl. | Tilsk. | Spillested         |
| ----------- | ------------------------------ | ---- | ------------- | ----- | ------ | ------------------ |
| 17. februar | Djurgårdens IF - Forshaga IF   | w.o. |               |       |        |                    |
| 17. februar | IK Göta - UoIF Matteuspojkarna | 4–2  |               |       |        |                    |
| 19. februar | AIK - Hammarby IF              | 2–3  | 0-0, 1-0, 1-2 | 0-1   | 650    | Solnais, Stockholm |
| 19. februar | Mora IK - Södertälje SK        | 6–1  |               |       |        |                    |

### Semifinaler
| Dato        | Kamp                         | Res. | Perioder      | Tilsk. | Spillested         |
| ----------- | ---------------------------- | ---- | ------------- | ------ | ------------------ |
| 21. februar | Hammarby IF - Djurgårdens IF | 1–3  | 1-1, 0-2, 0-0 | 1.525  | Solnais, Stockholm |
| 22. februar | IK Göta - Mora IK            | 3–4  |               |        |                    |

### Finale
| Dato        | Kamp                     | Res. | Perioder      | Tilsk. | Spillested               |
| ----------- | ------------------------ | ---- | ------------- | ------ | ------------------------ |
| 26. februar | Djurgårdens IF - Mora IK | 7–2  | 3-0, 3-1, 1-1 | 4.516  | Östermalms IP, Stockholm |

## Spillere
Djurgårdens IF's mesterhold bestod af følgende spillere:
- Carl-Erik Andersson (1. SM-titel)
- Lars Björn (1. SM-titel)
- Yngve Carlsson (1. SM-titel)
- Gösta Johansson (1. SM-titel)
- Yngve Johansson (1. SM-titel)
- Bengt Larsson (1. SM-titel)
- Lennart Nierenburg (1. SM-titel)
- Hans Stelius (1. SM-titel)
- Hans Tvilling (1. SM-titel)
- Stig Tvilling (1. SM-titel)
- Bert Zetterberg (1. SM-titel)